# Университет „Лучан Блага“ в Сибиу
Университетът „Лучан Блага“ в Сибиу (на румънски: Universitatea „Lucian Blaga“ din Sibiu) е държавен университет, намиращ се в Сибиу, Румъния.
Наречен е на румънския философ, поет и драматург Лучан Блага. Основан е през 1990 г. с 5 училища: Литература, История и право, Медицина, Хранителна и текстилна промишленост, Инженерни науки. По-късно са създадени и други.

## Предистория
Едно от първите висши учебни заведения в Трансилвания е създадено през 1786 г., със старта на Подготвителния курс за учители в Сибиу. Училището сменя профила си през 1850 г., когато става Висш богословско-педагогически институт.
През 1844 г. германското малцинство открива юридическа академия в Сибиу. Курсовете се провеждат на немски език до 1865 г., въпреки че записаните студенти не са само етнически германци. След 1865 г. в резултат на асимилационната политика, наложена от Австро-Унгарската империя, унгарският става официален език във всички образователни институции, включително и в Академията на Сибиу. Оттогава курсовете се преподават на унгарски език в продължение на 19 години, когато Академията е закрита.
Голяма част от 1400-те възпитаници на тази юридическа академия ще станат активни дейци на румънското културно движение в Трансилвания. Такива са и участниците в организацията на Великия съюз през 1918 г., който е учреден в сградата, в която се помещава ректоратът на Университета „Лучан Блага“ днес.

## Галерия
- Факултет по литература и изкуства
- Факултет по инженерство
- Факултет по икономика

## Известни личности, свързани с университета
- митрополит Антоний (Племедяле), епископ на Румънската православна църква
- Аугустин Бузура, писател и журналист
- митрополит Йосиф (Поп), епископ на Румънската православна църква
- Александру Лупаш, математик